# Fowlers Bay Conservation Park
Fowlers Bay Conservation Park är en park i Australien. Den ligger i delstaten South Australia, omkring 660 kilometer nordväst om delstatshuvudstaden Adelaide.
Trakten runt Fowlers Bay Conservation Park är nära nog obefolkad, med mindre än två invånare per kvadratkilometer.. Närmaste större samhälle är Fowlers Bay, nära Fowlers Bay Conservation Park. 
Omgivningarna runt Fowlers Bay Conservation Park är i huvudsak ett öppet busklandskap. Genomsnittlig årsnederbörd är 293 millimeter. Den regnigaste månaden är februari, med i genomsnitt 49 mm nederbörd, och den torraste är oktober, med 4 mm nederbörd.